# Fjäderholmarna

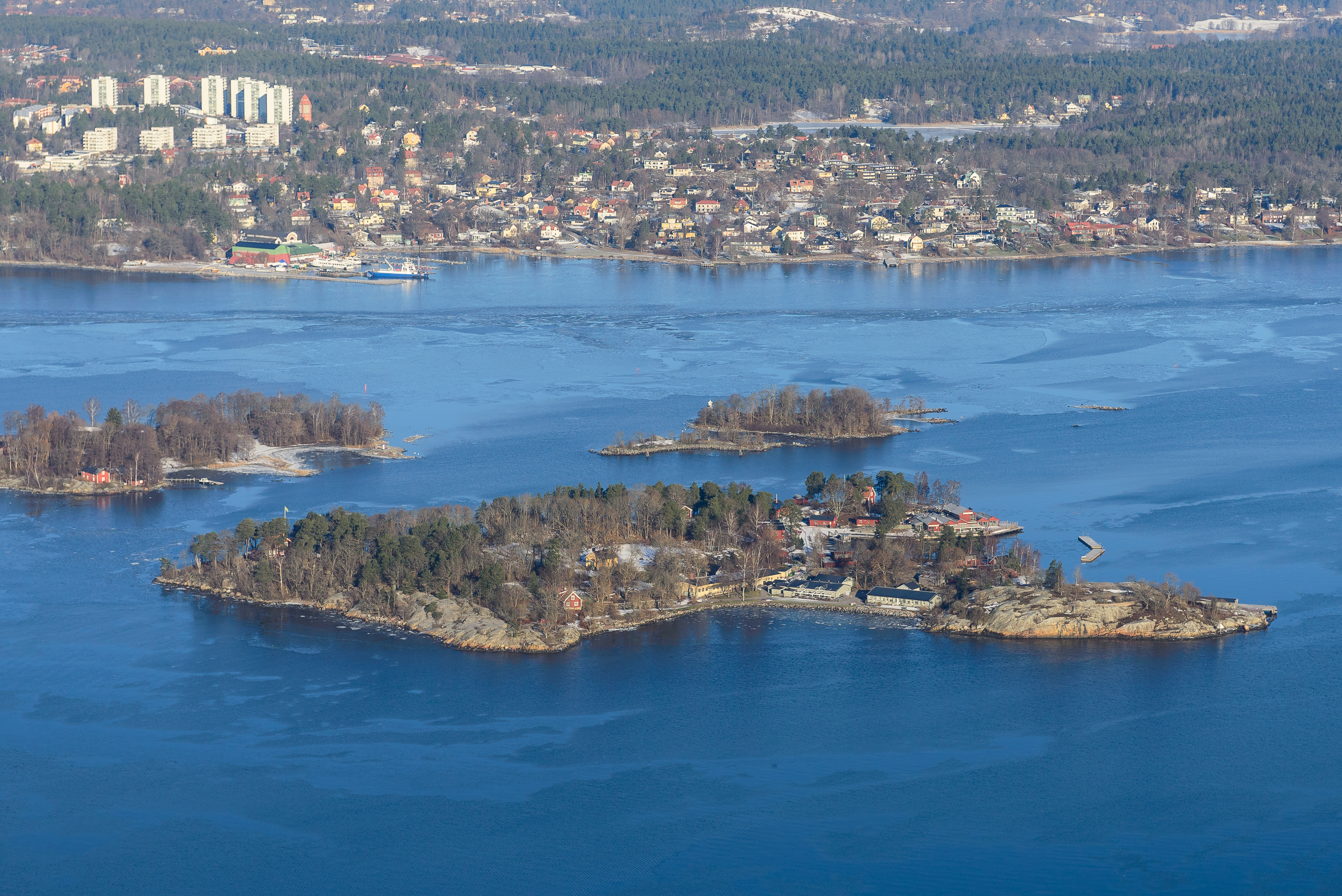
Stora Fjäderholmen i förgrunden med Libertas och Rövarns holme bakom och Ängsholmen till vänster.

Fjäderholmarna är kommundel och en ögrupp i Lidingö kommun, en knapp kilometer öster om Djurgården i Stockholm, och är en del av Kungliga nationalstadsparken.
Fjäderholmarna består av de fyra större holmarna Stora Fjäderholmen, Ängsholmen, Libertas och Rövarns holme samt ett antal mindre skär. Sedan 1995 ingår Fjäderholmarna i Kungliga nationalstadsparken som dess östligaste utpost. De nås med reguljära båtförbindelser från Nybrokajen, Slussen, Ropsten och Nacka Strand. Från Nybrokajen är det en båtresa på omkring 20 minuter.

## Fjäderholmarnas äldre historia

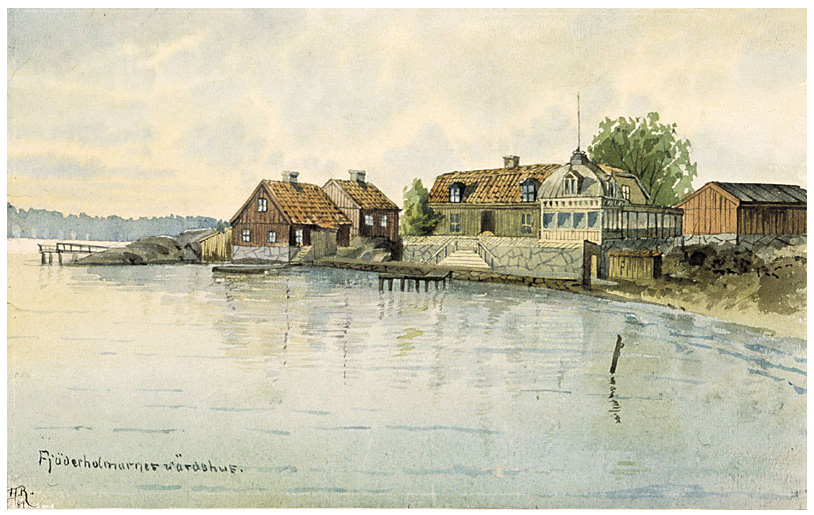
Fjäderholmarnas värdshus på en målning 1889 av Henrik Reuterdahl. Värdshuset på bilden låg i den södra viken på Stora Fjäderholmen.

Ögruppen Fjäderholmarna omnämns första gången i skrift år 1381, då Bo Johnsson (Grip) under perioden 1376–1381 köper stora delar av Lidingö samt "wæstra Fyertholman" och även Stora och Lilla Höggarn. Öarna som var av föga värde för lantbruket, men som kan ha haft stor betydelse för fisket i Lilla Värtan och för jakt på sjöfågel, ingick förmodligen i någon av de närliggande egendomarna på Lidingö med tillhörande fiskevatten och därför inkluderades i köpekontrakten. Från omkring 1430 kom Lidingö och kringliggande öar att övertas av riksrådet Nils Jönsson. Hans efterlevande släktingar och ingifta, som kom att anta släktnamnet Banér, ägde också Djursholm. Banérs på Djursholms slott ägde Fjäderholmarna fram till omkring 1775. 
Under århundradenas lopp har ögruppens namn ändrats åtskilliga gånger. År 1661 kallades ögruppen Fierholmarna, på 1750-talet Fiederholmen och i början av 1800-talet Fjärholmarna eller Fjäderholmarne. Namnet har förmodligen sitt ursprung i att ögruppen på tidigt 1300-talet hade kallats för "holmarna på fjärden", Fjärdholmarna, utan att de namngivits närmare, genom att de inte var bebodda och också av föga intresse som användning inom lantbruket, där fjärd senare feltolkats som fjäder. År 1699 sägs om Stora Fjäderholmen att "där är varken skog till vedbrand eller annat, ej heller så mycket mulbete en ko kan föda", det vill säga var av ringa intresse för avverkning av skog för ved och heller knappast intressant som betesö för mjölkkor. Möjligheten finns också att ögruppens namn har sitt ursprung i att holmarna företrädesvis utnyttjades för fågeljakt, för att plocka fågelfjädrar och fågelägg ur fågelbon, som var vanligt på skärgårdsöarna förr i tiden, det vill säga utnyttjande av fjäderfän för olika ändamål.
På 1740-talet, med Banérs som ägare av ögruppen, drev Jan Betulin en krog på Fjäderholmarna men hade sin bostad på Södergarns gård på Lidingö som han arrenderade av grevinnan Ulrika Kristina Wellingk (1687–1766), änka efter Johan Claesson Banér (1659–1736). Krogen på Fjäderholmarna var den sista i det pärlband av krogar som fanns utmed segellederna in mot Stockholm som utnyttjades flitigt av fiskare när de skulle leverera fisk från skärgården in till Stockholm. Ett värdshus finns dokumenterat på en målning av Henrik Reuterdahl från 1889. På en karta från 1811 framgår att bebyggelse bara finns på Stora Fjäderholmen i anslutning till den södra viken med trädgårdsodlingar norr om de hus som finns angivna. Dessa motsvarar i stort de hus som finns med på målningen av Henrik Reuterdahl 1889 som man dock inte vet om de har avbildats exakt efter verkligheten. På en ekonomisk karta över Lidingö från omkring 1850 framgår också att enbart den södra sidan av Stora Fjäderholmen var bebyggd med ett antal hus. Rester av denna bebyggelse borde kunna återfinnas i området som exempelvis rester av husgrunder. På kartan från 1750 antyds bebyggelse genom en prick på Stora Fjäderholmen
Vid den stora skogsdelning av Lidingölandet som inleddes den 29 augusti 1774 då fastighetsgränserna för alla Lidingös frälsehemman fastställes, i samband med att Banérs sålde ut Lidingölandet, undantogs frälsehemmanet Fjäderholmarna. När Banérs sålde Fjäderholmarna och vem som köpte ögruppen är därför oklart.

### Namn på enskilda öar

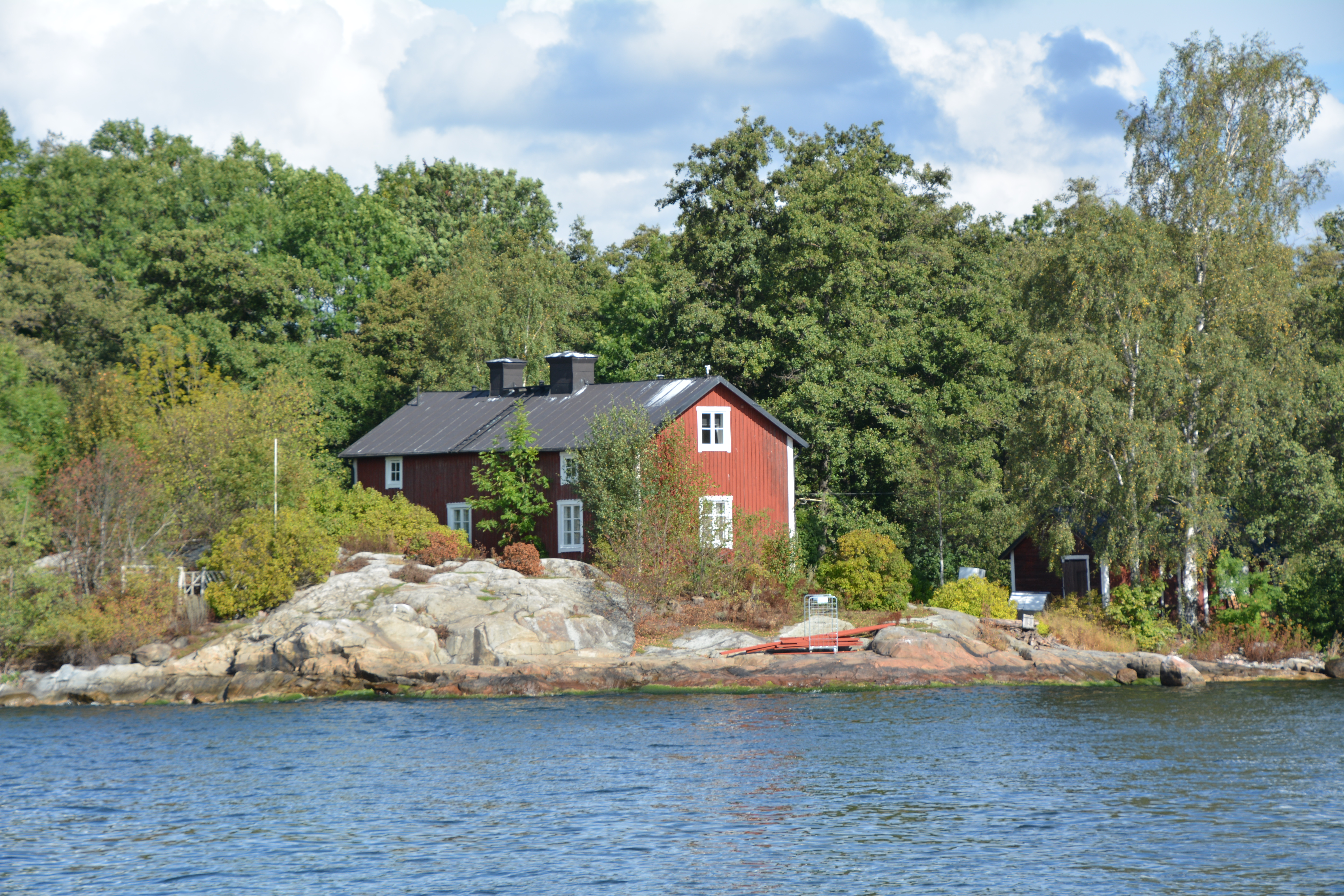
Lilla Fjäderholmen, eller Ängsholmen

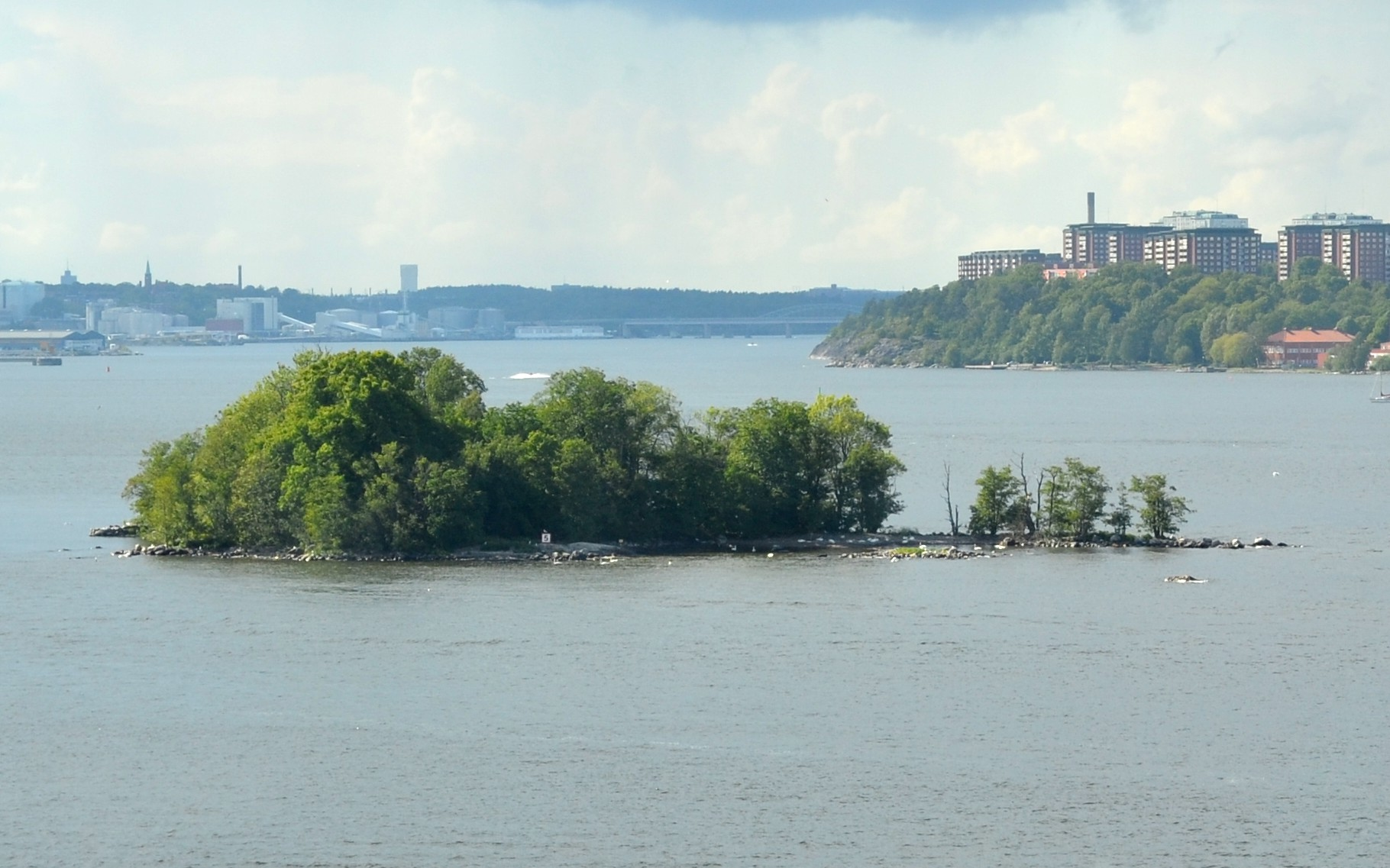
Libertas är den näst minsta av öarna.

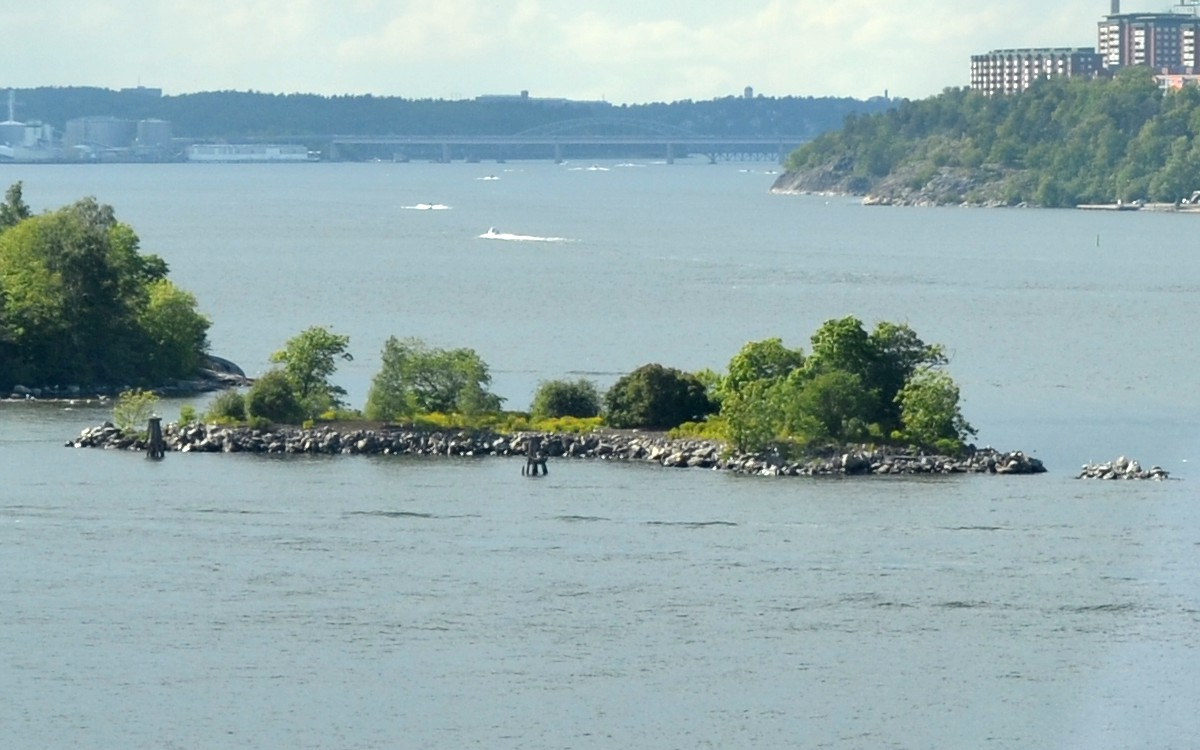
Rövarns holme. Till vänster skymtar Libertas och i bakgrunden Lidingöbron.

En viss förbistring råder när det gäller namnen på de enskilda öarna inom ögruppen Fjäderholmarna. De namn som användes på 1800-talet framgår av en ekonomisk karta över Lidingö med okänd datering upprättad omkring 1850 när den första Lidingöbron från 1803 mellan Larsberg och Kaknäs fanns kvar. Av en karta från 1750 framgår att Ängsholmen ursprungligen var två öar som i slutet av 1800-talet förenades på grund av landhöjningen och dumpning av fyllmassor mellan öarna. Följande huvudnamn och alternativa namn anges på kartan från 1850-talet:
- Ängsholmen är delad i två öar: den östra delen kallas Irland eller Lillholmen, och den västra delen Skottland eller Storholmen
- Libertas, också benämnd Gröna Jägaren
- Rövarns holme finns inte utritad då denna är en konstgjord ö som anlades 1910, genom tippning av sprängsten från bygget av Saltsjöbanan.
- Stora Fjäderholmen, benämnd England

År 1811 benämndes hela ögruppen alternativt också Lilla Britanien.
Öster om Ängsholmen ligger holmen Libertas, där fyren Libertus är belägen med ursprunglig utrustning tillverkad av AGA i behåll. Andra benämningar som förekommit på Libertas förutom Gröna Jägaren är Gröna Ägan, Kruthusholmen och Lilla Bertas Holme. Den sista benämningen har förmodligen ingen bakgrund i en person utan kan vara en sentida travestering på "Libertas", som är det latinska ordet för 'frihet'. Genom tillägget Li-lla och berta separat fås namnet Lilla Bertas Holme. De osvenska namn som förekommit på öarna under olika tidsperioder har enligt sägnen en koppling till olika fartyg med exotiska namn som skulle ha grundstött utanför öarna. 
I området från nordväst till ost om Libertas finns ett stort antal grynnor som gör det vanskligt att angöra Stora Fjäderholmen med större fartyg norrifrån. Strax söder om Libertas ligger Rövarns holme som är den minsta av de fyra Fjäderholmarna. Den sägs ha fått sitt namn efter Josef Emil Forsberg (1870–1944), en man med tvivelaktig vandel som kallades "rövarn" och som bodde i ett skjul på holmen under trettio år efter sekelskiftet 1900.

### Fjäderholmarnas historia från 1800-talet

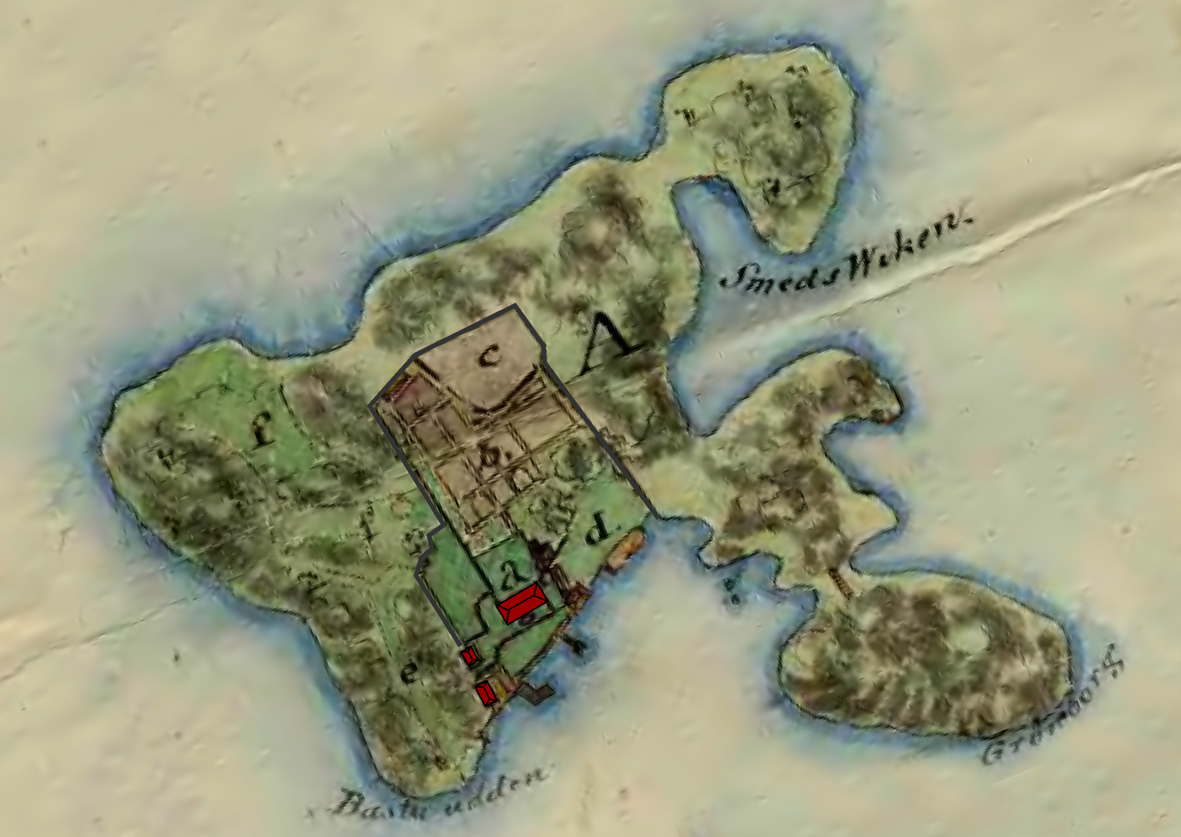
Stora Fjäderholmen på en karta från 1811 med bebyggelse och trädgårdsanläggningar på den södra delen..

År 1849 köpte Stockholms stad in Fjäderholmarna för att använda ögruppen för deponering av latrin som förlades till Ängsholmen. Ångbåtspassagerarna som passerade öarna och även Lidingöbor klagade dock på stanken och latrindeponeringen upphörde därför på 1880-talet. Enligt 1862 års mantalslängd för Lidingö bodde 30 personer på Fjäderholmarna, de flesta förmodligen på Stora Fjäderholmen. Bland dessa fanns en tunnbindare, en timmerman, en gesäll och fyra arbetskarlar.
På Stora Fjäderholmens södra udde fanns under senare delen av 1800-talet ett utsiktstorn, som senare byggdes om till restaurang och fick namnet "Grand Restaurant Bellevue". Restaurangen revs när Marinen övertog hela ögruppen 1918 och byggde en anläggning för slutmontering och förvaring av ammunition, då man också sprängde ut ett antal bergrum. Landstigningsförbud rådde ända fram till 1976 då marinen lämnade ögruppen.
Ett omtalat inslag i Fjäderholmarnas historia är det så kallade "brännvinskriget". Detta rasade i Stockholm under 1870-talet mellan det nya brännvinsmonopolet i Stockholm, det så kallade utskänkningsbolaget och "brännvinskungen" L.O. Smith med sitt "tiofaldigt renade brännvin" som hade rätt att bedriva handel med brännvin på Fjäderholmarna genom att det låg utanför stadsgränsen, mot att en avgift erlades till Stockholms hamn på 1 öre för varje försåld kanna (2,6 liter) brännvin som fördes in till Stockholm. Köpare av brännvin fick kostnadsfri transport till och från ön. Ångbåtar avgick två gånger per timme från Stockholm året runt.  
År 1982 togs förvaltningen av Fjäderholmarna över av Kungliga Djurgårdens Förvaltning. Efter ett omfattande renoveringsarbete kunde Stora Fjäderholmen öppnas med restauranger, kaféer, hantverkare, museer, gästhamn med mera.

## Fjäderholmarna idag
På Stora Fjäderholmen finns idag hantverkare, museiverksamhet med föremål från gamla skärgårdsfartyg och bruksföremål från förr och utställningar. På ön hade Mackmyra ett lager whisky i de tidigare militära bergrummen innan de gick i konkurs. Fjäderholmarna, som har kallats "Stockholms närmaste skärgård" är sommartid ett populärt utflyktsmål för både turister och stockholmare.

## Fågelskyddsområde
Öarna Libertas och Rövarns holme samt de mindre skären runt dessa utgör sedan 1982 ett fågelskyddsområde, med landstigningsförbud under häckningsperioden. 

## Bildgalleri

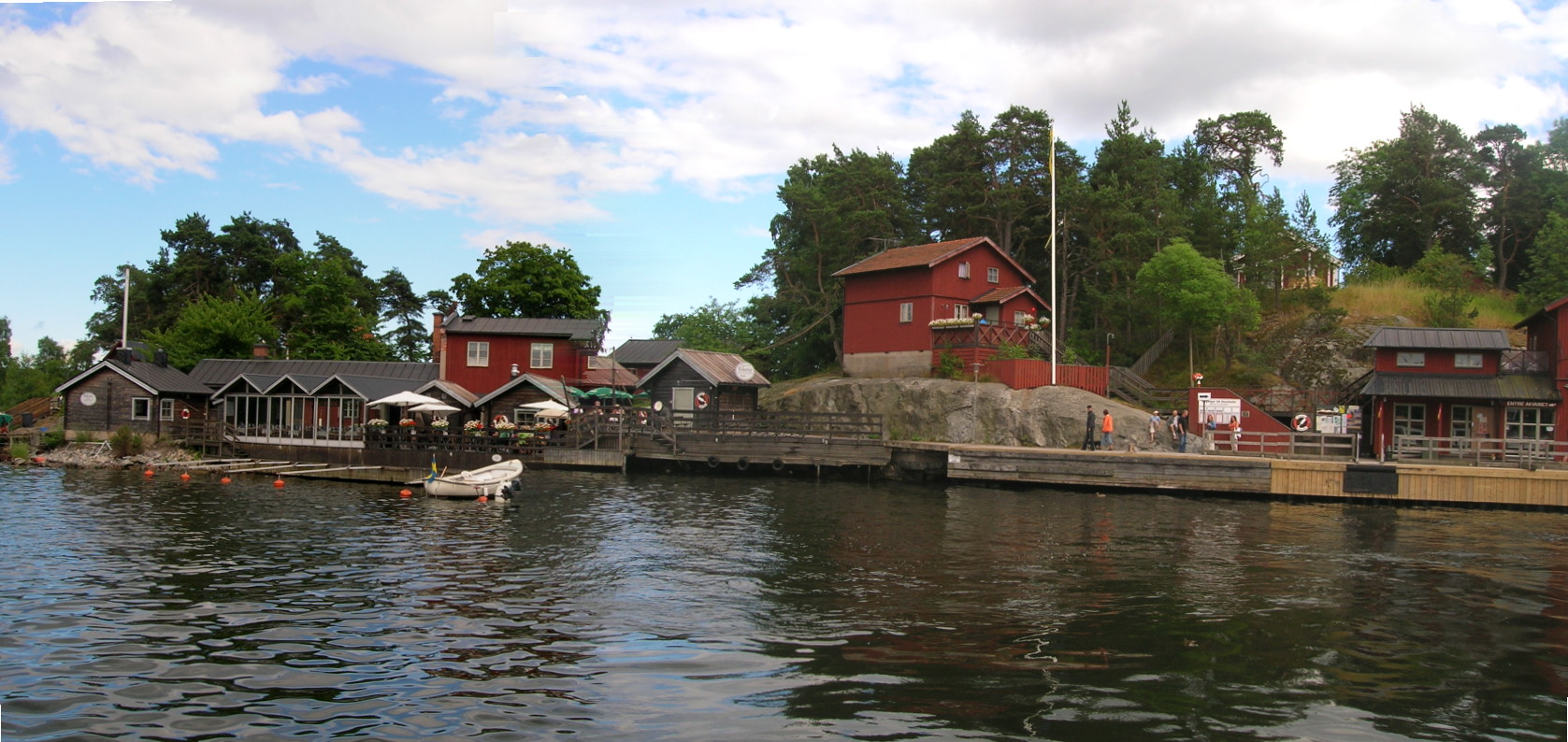
Fjäderholmarna, hamnen vid Stora Fjäderholmen.
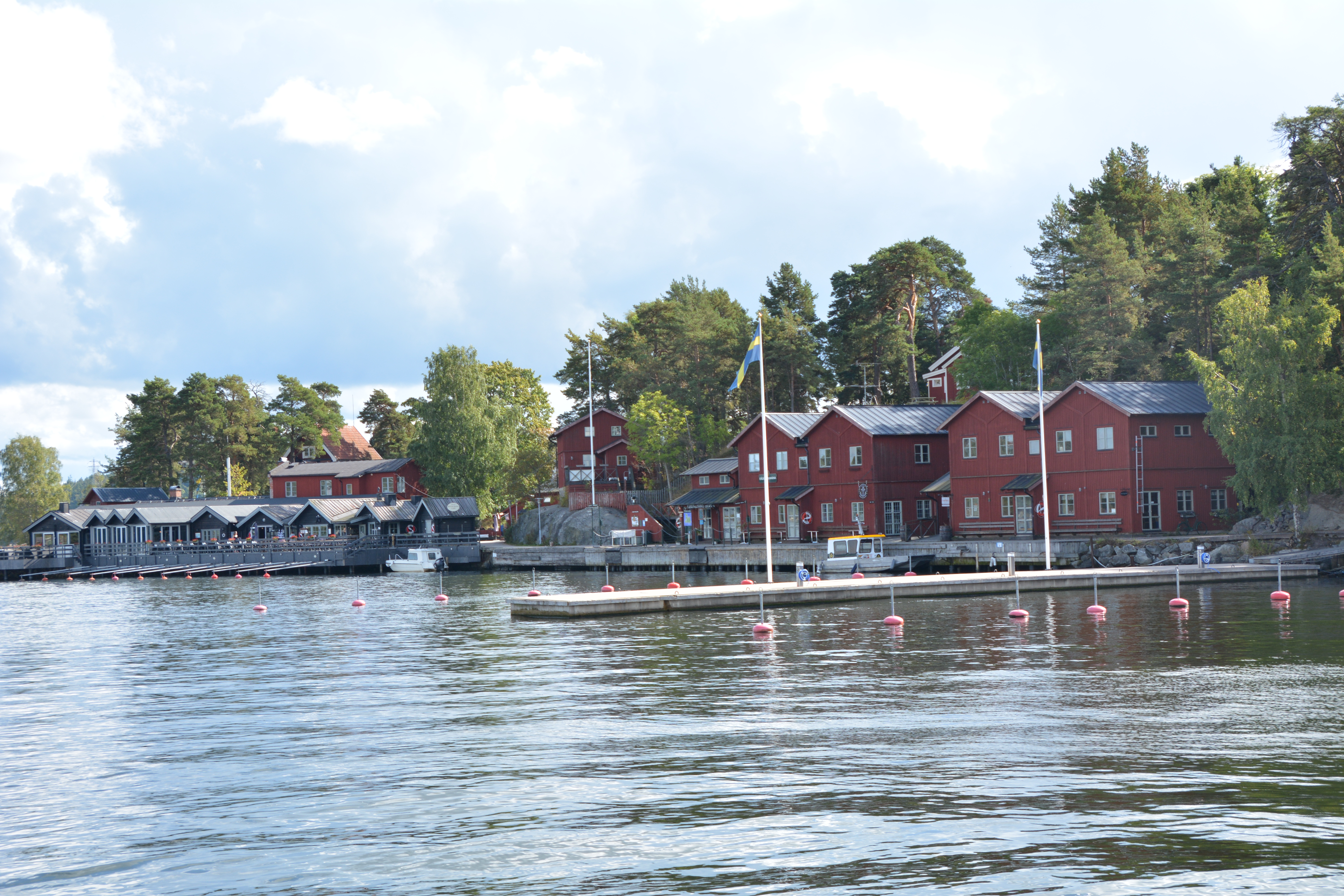
Fjäderholmarna, hamninloppet från Stockholmssidan.
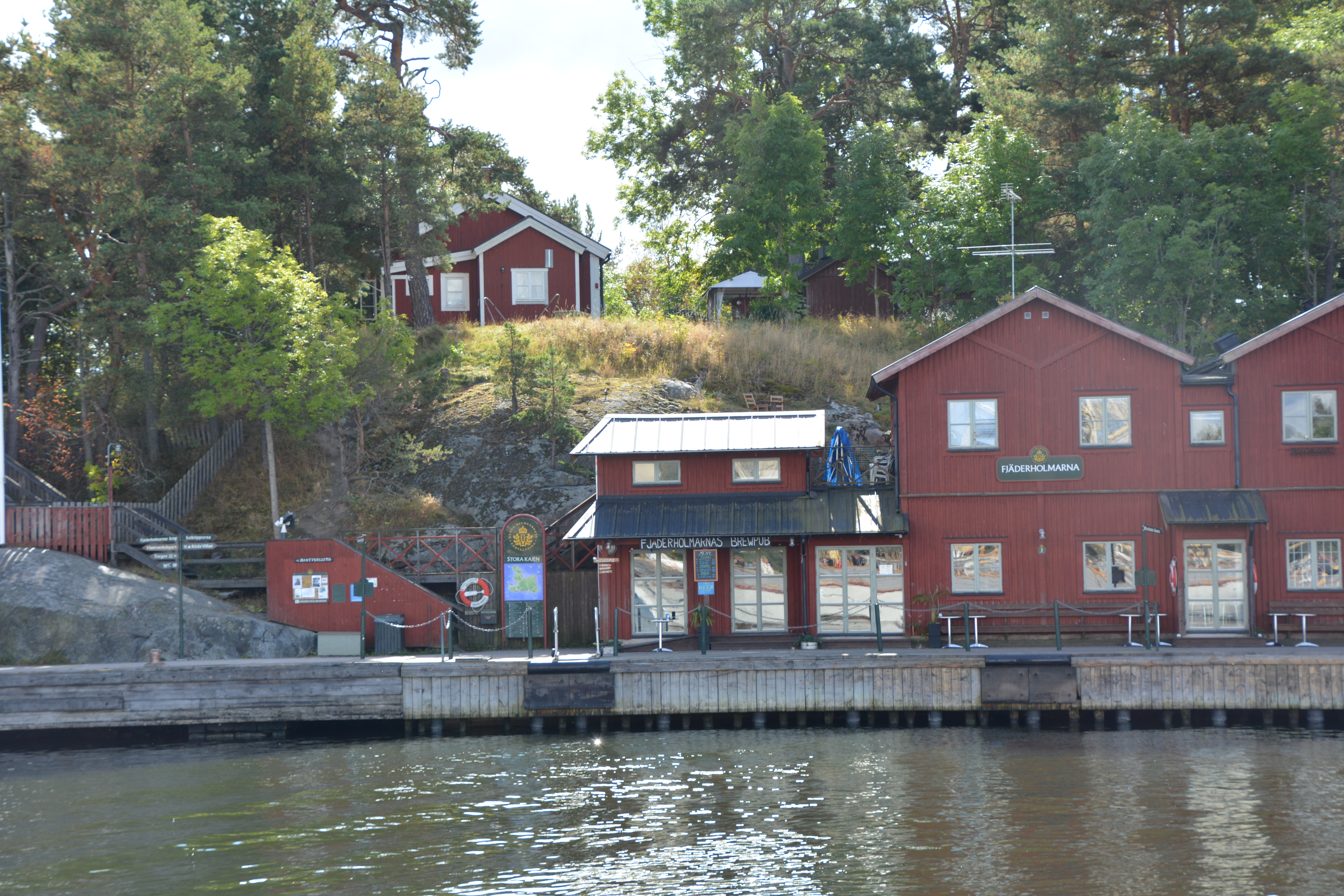
Färjelägena i hamnen.
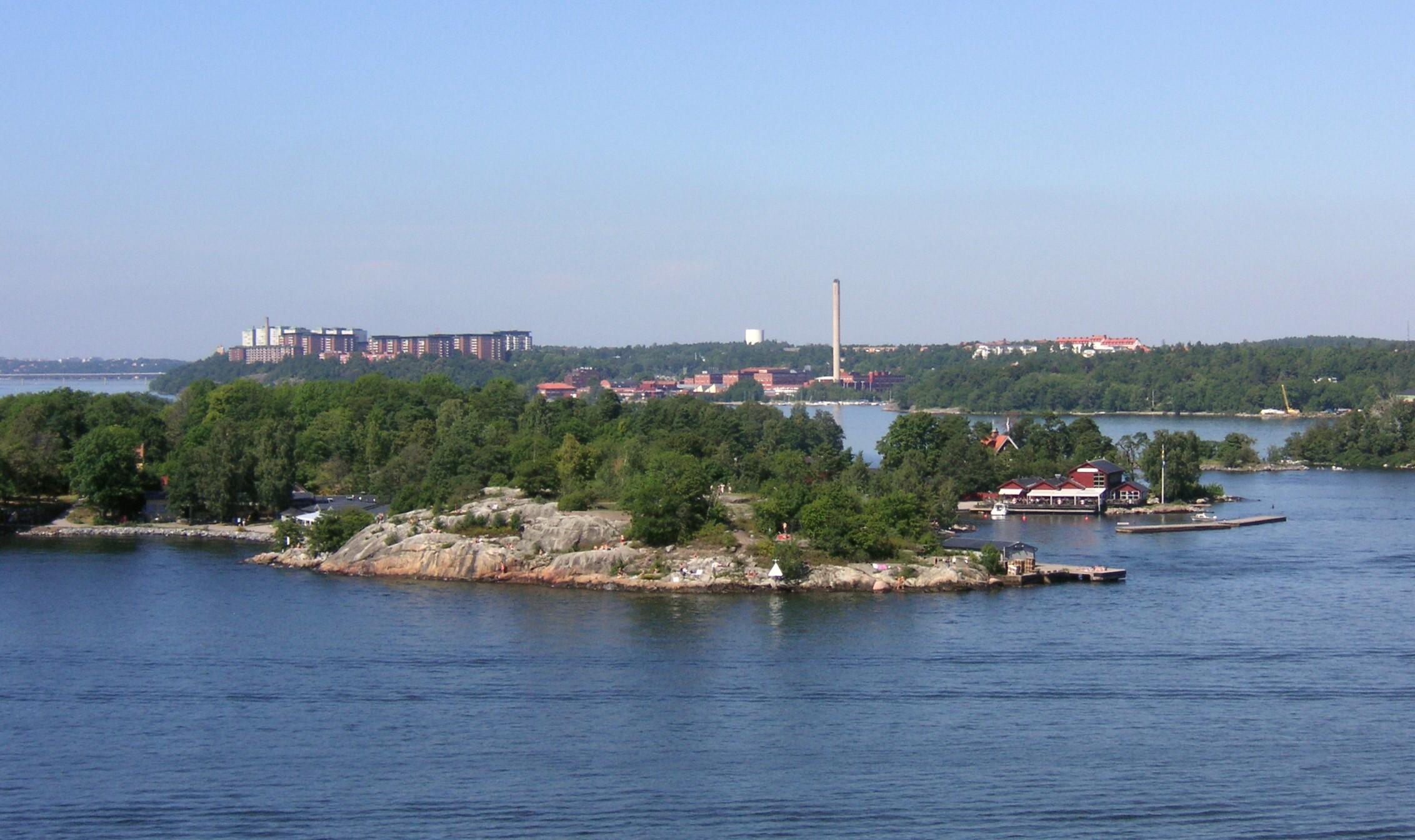
Fjäderholmarna. Vy mot norr med Dalénum och Larsberg på Lidingö i bakgrunden
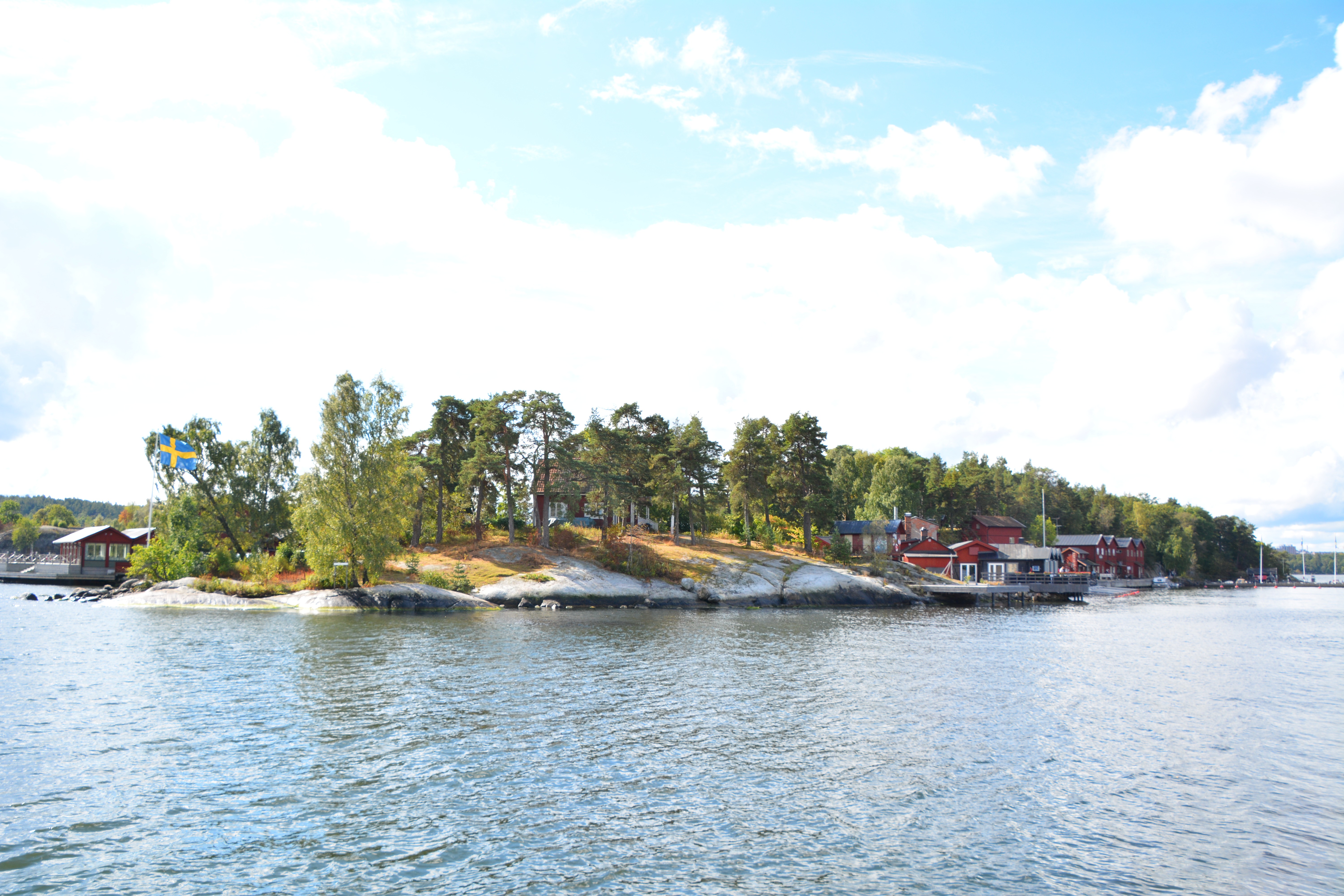
Stora Fjäderholmen. Vy från nordost.
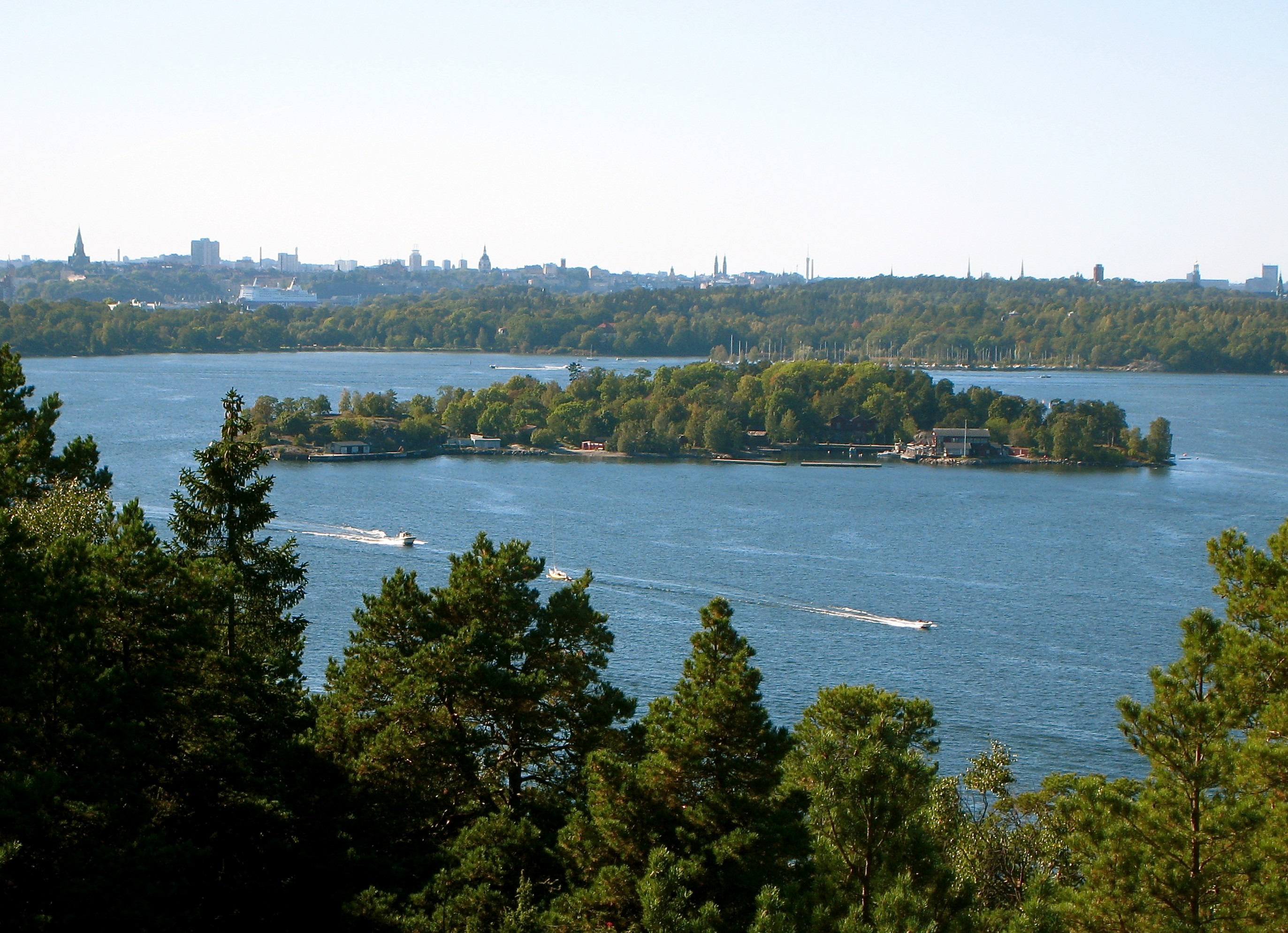
Översiktsbild av Fjäderholmarna från Nacka.
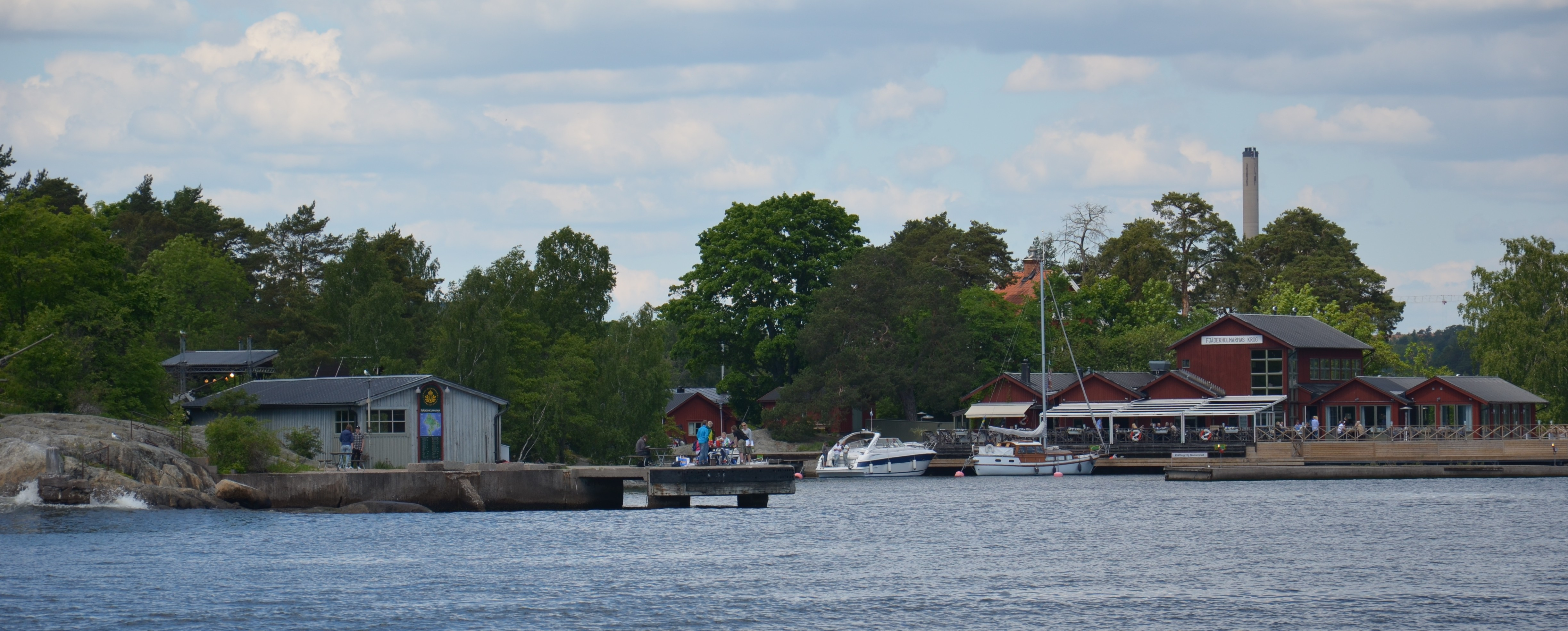
Stora Fjäderholmen från sydost.
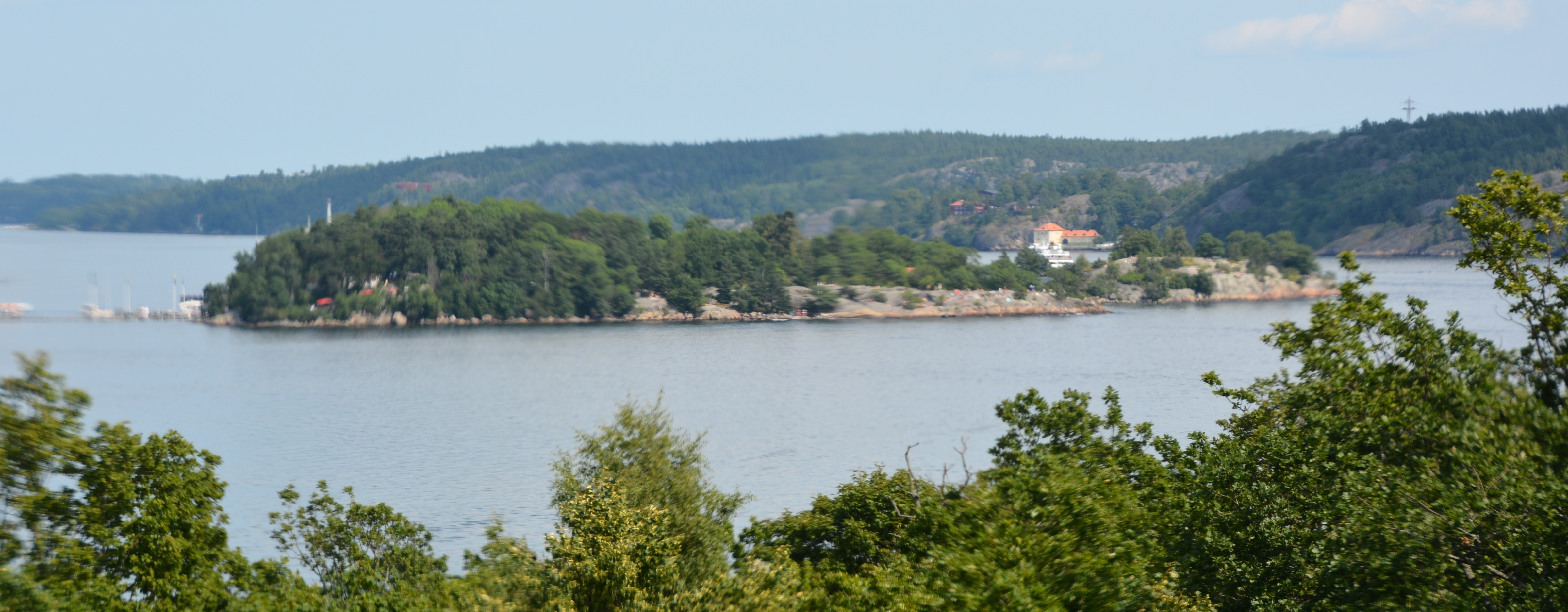
Stora Fjäderholmen sedd från Blockhusudden.